# Manuel Aranda San Juan
Manuel Aranda y Sanjuán (Alicante, 1845 – Barcellona, 1900) è stato un ingegnere e traduttore spagnolo, famoso per aver tradotto la Divina Commedia in castigliano.

## Biografia
Manuel Aranda y Sanjuán fu ingegnere di telegrafi e traduttore professionale, visse a Barcellona e pubblicò, revisionò e supervisionò un gran numero di traduzioni dal francese, dall'italiano, dal portoghese e dal latino. Era anche amico dell'ingegnere, scrittore e traduttore José Casas Barbosa, pioniere dell'uso dell'elettricità. Tradusse alcune opere di carattere scientifico dal francese (El mundo fisico di Amédée Guillemin, La tierra y el hombre di Friedrich von Hellwald, Los misterios del mar, antologia di August Joseph Maurice Mangin, Alfred Fredol, Edward Whymper, Louis Figuier, Matthew Fontaine Maury, Antoine Sonrel; La atmósfera, de Camille Flammarion, etc.). In quest'orbita si trovano le sue traduzioni dei classici dei romanzi d'avventura, come le Obras completas di Jules Verne, in due tomi e pubblicate intorno al 1875, e quelle di Thomas Mayne Reid nel 1900.
Aranda y Sanjuán si ricorda di più, comunque, per traduzioni meritevoli in prosa dei classici della letteratura universale nella collana diretta da Francisco José Orellana: Los Lusiadas di Luis de Camoens (Barcelona, 1874); l'Orlando Furioso di Ludovico Ariosto (1872) e la Divina Commedia di Dante Alighieri (Barcellona, 1868). L'ultima edizione di questa versione si stampò come La divina comedia. Traducción del italiano por M. Aranda Sanjuán. Con cuatro gráficos de M. Gaetani y un prólogo de Tomás Carlyle.